# 倫敦 (阿肯色州)
倫敦（英語：London）是一個位於美國阿肯色州波普縣的城市。

## 地理
倫敦的座標為35°19′33″N 93°14′12″W / 35.32583°N 93.23667°W，而該地的平均海拔高度為116米（即381英尺）。

## 人口
根據2020年美國人口普查的數據，倫敦的面積為8.24平方千米，當中陸地面積為8.21平方千米，而水域面積為0.03平方千米。當地共有人口936人，而人口密度為每平方千米113人。